# Flow Dem
Flow Dem ist eine fünfköpfige britische Grimeband. Bekannt wurde sie durch ihre Teilnahme an der ersten Staffel der Talentshow Must Be the Music (2010) des privaten Fernsehsenders Sky1, bei dem sie im Halbfinale ausschied.
Die Band besteht aus den fünf Nachwuchsmusikern Mason (Mdot), Anton (Antizzle), Raymond (Lil Ray), Carvell (Lil C), Michael (MK), die aus den walisischen Städten Cardiff und Newport stammen.
Vor ihrer Teilnahme an der Show traten sie bereits live bei der Fashion Wales Live auf und waren Support von MC Skepta.

## Karriere
Nach ihrem ersten Hit "Get What I Want" 2010 feierte die Band keine weiteren Erfolge und ist nicht mehr aktiv.